# Johann von Nostitz-Rieneck
Johann Wilhelm Hermann Graf von Nostitz-Rieneck (* 6. April 1847 in Frankenstadt; † 15. Oktober 1915 in Wien) war ein kaiserlich und königlicher Feldmarschallleutnant.

## Leben
Johann war Angehöriger der Grafen von Nostitz-Rieneck. Seine Eltern waren Sigmund Graf von Nostitz-Rieneck (1815–1890) und Henriette, geborene Freiin von Uechtritz (1820–1909). Als Rittmeister war er neben seiner Militärlaufbahn auch Erzieher der beiden älteren Söhne des Erzherzogs Karl Ludwig und Obersthofmeister der Erzherzogin Maria Annunziata. 1885 vermählte er sich mit Mauritia Gräfin von Walderdorff (* 1861), einer Tochter des nassauischen Staatsminister Graf Carl Wilderich von Walderdorff (1799–1862) und der Mauritia von Dannenberg (1828–1912). Aus der Ehe gingen drei Töchter hervor.